# Coupvray
Coupvray is een gemeente in het Franse departement Seine-et-Marne (regio Île-de-France) en telt 2713 inwoners (1999). De plaats maakt deel uit van het arrondissement Torcy en is een van de 26 gemeenten van de nieuwe stad Marne-la-Vallée.

## Geografie
De oppervlakte van Coupvray bedraagt 8,1 km², de bevolkingsdichtheid is 334,9 inwoners per km².
De onderstaande kaart toont de ligging van Coupvray met de belangrijkste infrastructuur en aangrenzende gemeenten.

## Demografie
Onderstaande figuur toont het verloop van het inwonertal (bron: INSEE-tellingen).

## Geboren in Coupvray
- Marie de Rohan (1600-1679), edelvrouw
- Louis Braille (1809-1852), ontwerper van het brailleschrift